# Marlon Harewood
Marlon Anderson Harewood (Hampstead, London, 1979. augusztus 25. –) angol labdarúgó, egykori angol profi labdarúgó, csatárként játszott.